# Micranthocereus

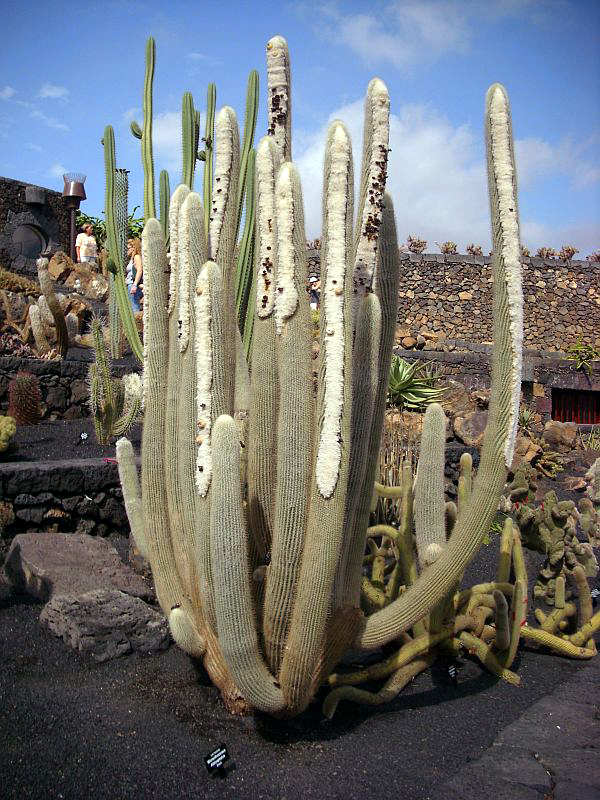
Micranthocereus albicephalus

Micranthocereus – rodzaj kaktusów krótkokolumnowych, spokrewniony z rodzajem Arrojadoa. Wszystkie gatunki (tak w tradycyjnym ujęciu, jak i z włączonym rodzajem Austrocephalocereus) pochodzą z Brazylii.

## Morfologia
ŁodygaRzadko przekracza 1 m wysokości, pędy średnicy do 5 cm.
KwiatyNazwa rodzajowa odnosi się do ich małych, rurkowych kwiatów i oznacza "cereus z małymi kwiatami".

## Systematyka
Pozycja systematyczna według APweb (aktualizowany system APG III z 2009)
Należy do rodziny kaktusowatych (Cactaceae) Juss., która jest jednym z kladów w obrębie rzędu goździkowców (Caryophyllales)  i klasy roślin okrytonasiennych. W obrębie kaktusowatych należy do plemienia Cereae, podrodziny Cactoideae.
Pozycja w systemie Reveala (1993-1999)
Gromada okrytonasienne (Magnoliophyta Cronquist), podgromada Magnoliophytina Frohne & U. Jensen ex Reveal, klasa Rosopsida Batsch, podklasa goździkowe (Caryophyllidae Takht.), nadrząd  Caryophyllanae Takht.,  rząd goździkowce (Caryophyllales Perleb), podrząd Cactineae Bessey in C.K. Adams, rodzina kaktusowate (Cactaceae Juss.), rodzaj Micranthocereus Backeb.
Uwagi
Frank Anderson zaliczył do rodzaju Micranthocereus również rodzaj Austrocephalocereus, co nie jest powszechnie akceptowane. Ostatnie badania sugerują, że Micranthocereus streckeri jest krzyżówką rośliny spokrewnionej z M. polyanthus i rośliny spokrewnionej z Austrocephalocereus purpureus.
Gatunki (wybór)
- Micranthocereus albicephalus (Buining & Brederoo) F. Ritter
- Micranthocereus auriazureus Buining & Brederoo
- Micranthocereus estevesii (Buining & Brederoo) F. Ritter
- Micranthocereus hofackerianus (P.J.Braun & Esteves) M.Machado
- Micranthocereus polyanthus (Werderm.) Backeb.
- Micranthocereus purpureus (Gürke) F. Ritter
- Micranthocereus streckeri Van Heek & Van Criek.
- Micranthocereus violaciflorus Buining

## Zastosowanie
Rośliny ozdobne: ze względu na swoje małe wymiary doskonale nadają się do uprawy parapetowej. Szczególnie atrakcyjny jest Micranthocereus polyanthus ze względu na dużą liczbę wydawanych kwiatów. Wymagają zimowania w temperaturze powyżej 12 °C i maksymalnej ilości słońca.